# 非定型肺炎
非定型肺炎（ひていけいはいえん）とは、β-ラクタム系抗生物質の効果がみられない肺炎のうち、結核などを除く一群のこと。

## 総論
肺炎の原因となる細菌は、肺炎球菌、インフルエンザ菌、モラクセラ、肺炎桿菌、ブドウ球菌など多岐に渡るが、これらにはβラクタム系薬剤が作用する。しかし原因菌のなかでも、マイコプラズマ、クラミジア、レジオネラ、百日咳、Q熱コクシエラなどは、独特な生態からβラクタム系薬剤の効果が見られない。これらβラクタム系の効果がみられない肺炎を総称して「非定型肺炎」と呼ぶ。肺結核、非結核性抗酸菌症は一般的な非定型肺炎の治療では治癒しないため、非定型肺炎には含まれない。非定型肺炎の特徴としては、乾性咳嗽、症状が長期に渡る、生命予後に影響が少ない(レジオネラは例外)などがある。非定型肺炎の治療には、テトラサイクリン系やマクロライド系、ニューキノロン系を用いる。

## 各論

### マイコプラズマ肺炎
マイコプラズマには細胞壁がないため、細胞壁合成阻害剤であるβ-ラクタム系抗生物質は作用しない。

### クラミジア肺炎
クラミジア（クラミドフィラ）は、細胞壁にペプチドグリカンを含まないため、βラクタム系薬剤は効果を示さない。

### レジオネラ肺炎
細胞内寄生菌であり、βラクタム系、アミノグリコシド系抗生物質は効果を示さない。